# Mike O'Brien
Mike O'Brien (Estados Unidos, 23 de octubre de 1965) es un nadador estadounidense retirado especializado en pruebas de estilo libre, donde consiguió ser campeón olímpico en 1984 en los 1500 metros.

## Carrera deportiva
En los Juegos Olímpicos de Los Ángeles 1984 ganó la medalla de oro en los 1500 metros estilo libre, con un tiempo de 15:05.20 segundos, por delante de su compatriota George DiCarlo y del alemán Stefan Pfeiffer.
Y en los Juegos Panamericanos ganó tres medallas: dos oros en Indianápolis 1987 —en 200 metros espalda y 4x200 metros libre— y un bronce en Caracas 1983 en 400 metros estilos.